# 신하균 (정치인)
신하균(申河均, 1918년 9월 2일~1975년 11월 10일)은 한국의 독립운동가, 정치인이다. 제3·5·6대 국회의원을 지냈다. 해공 신익희와 그의 정실 부인 이승희의 장남이다. 본관은 평산이고 호는 평산(平山)으로, 본관에서 따온 것이다. 경기도 광주 출신이다.
호를 평산이라 하였는데, 이는 그의 본관 평산 신씨에서 따온 것으로, 독립이 보장되는 것이 불확실하다고 본 신익희는 나중에 죽더라도 본관을 잊지 말라는 뜻에서 아들의 호를 평산이라 지었다. 그는 1923년에 모친과 함께 상해로 부친 신익희를 찾아가 공부를 하면서 독립운동 대열에 참가하게 되었다. 중국에서 한국광복군으로 활동하였고 중국 중앙은행의 과원조장, 신탁국조장을 지내기도 했다.
아버지를 따라 귀국, 아버지 신익희의 정치활동을 보좌하였으며, 이후 민주국민당에 입당한 이래, 민주국민당과 민주당, 신민당에서 정치활동을 하였다. 1956년 8월 23일, 아버지 신익희의 죽음(5월 5일)으로 공석이 된 경기도 광주군 제3대 민의원의원 보궐선거에서 처음 당선되었고, 이어서 제5대, 제6대 총선에서도 당선되었다.
1975년 11월 10일 숨졌으며, 서울 수유리의 아버지 신익희 묘역 근처에 안장되었다. 1990년 건국훈장 애국장이 추서되었다.

## 약력
- 중국 상해 광화대학 상과 졸업
- 중국 국민당 정부 감찰원 위임관
- 중국 중앙은행 과원조장
- 중국 중앙신탁국 조장
- 한국 광복군에 입대
- 한국광복군 총무처 근무
- 중국 상해시 정부 천임 전문위원
- 한국 연건기업 주식회사 사장
- 한국외국어대학 강사
- 민주당 중앙상무위원
- 신민당 중앙상무위원·광주군당위원장
- 민정당 중앙상무위원·중앙기획위원
- 민정당 경기제5지구당위원장 · 경기도지부위원장
- 민중당 정치훈련원장 및 총무국장

## 가족 관계
- 신익희의 첫째 아들이다. 아내는 최명희(崔明姬) 그리고 자녀는 2남 1녀이다.[1]
- 다른 기록에 의하면, 중국의 학자 궈모뤄의 처제 위리췬(于立群)과 결혼하여 맏아들 왕충칭(王重慶, 톈진 대학 화학과 교수), 둘째 아들 왕젠핑(王建平, 톈진댐 건설설계원 부원장), 셋째 아들 왕젠밍(王建明, 광시위차이(廣西玉柴)기계집단 회장)이 있다.[2]

## 가계
- 아버지: 신익희
- 어머니: 이승희(李昇熙)
  - 누이: 신정완
- 계모: 김해영
  - 종질: 신창현, 아버지 신익희의 비서
- 부인: 최명희(崔明姬)
  - 아들: 신기현(1952~)
- 부인: 위리런(于立人), 궈모루(郭沫若)의 처제[3]
  - 아들: 왕충칭(王重慶) 텐진(天津)대학 화학과 교수
  - 아들: 왕지엔핑(王建平) 티엔진댐 건설설계원 부원장
  - 아들: 왕건명(王建明, 1946년~)[3]

## 역대 선거 결과
|  | 31.96% |

|  | 33.29% |

|  | 46.63% |

|  | 43.74% |

|  | 25.73% |

## 같이 보기
- 대한민국 임시정부
- 한국 광복군
- 김구
- 김규식
- 김원봉
- 이승만
- 이청천
- 이범석
- 이봉의
- 신익희